# Scinax eurydice
Scinax eurydice es una especie de anfibios de la familia Hylidae. Es endémica de Brasil.
Sus hábitats naturales incluyen bosques tropicales o subtropicales secos y a baja altitud, zonas de arbustos, praderas parcialmente inundadas, pantanos, lagos de agua dulce, marismas de agua dulce, corrientes intermitentes de agua, zonas previamente boscosas ahora muy degradadas y estanques. Está amenazada de extinción por la destrucción de su hábitat natural.